# Assistent-scheidsrechter

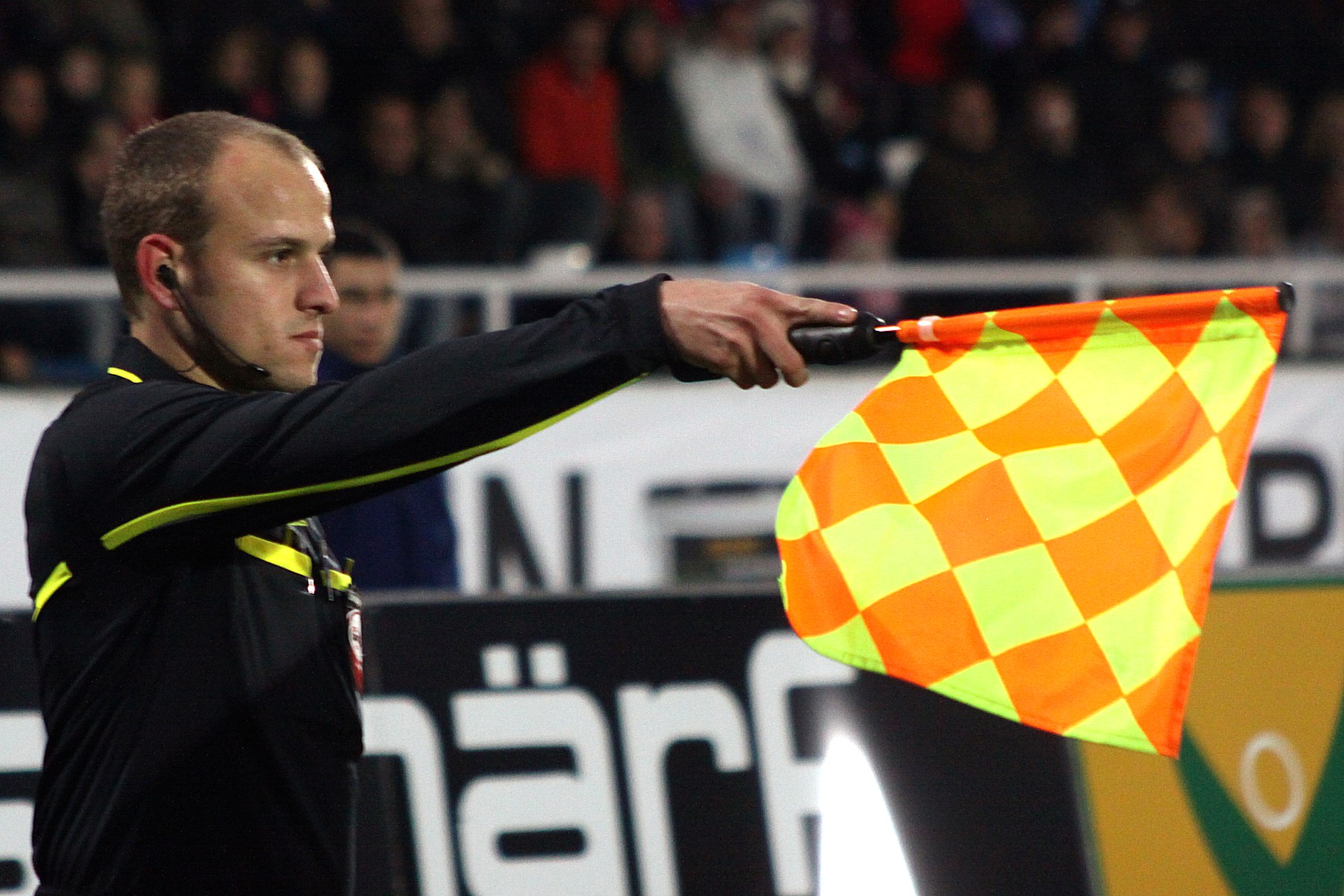
Assistent-scheidsrechter in het voetbal

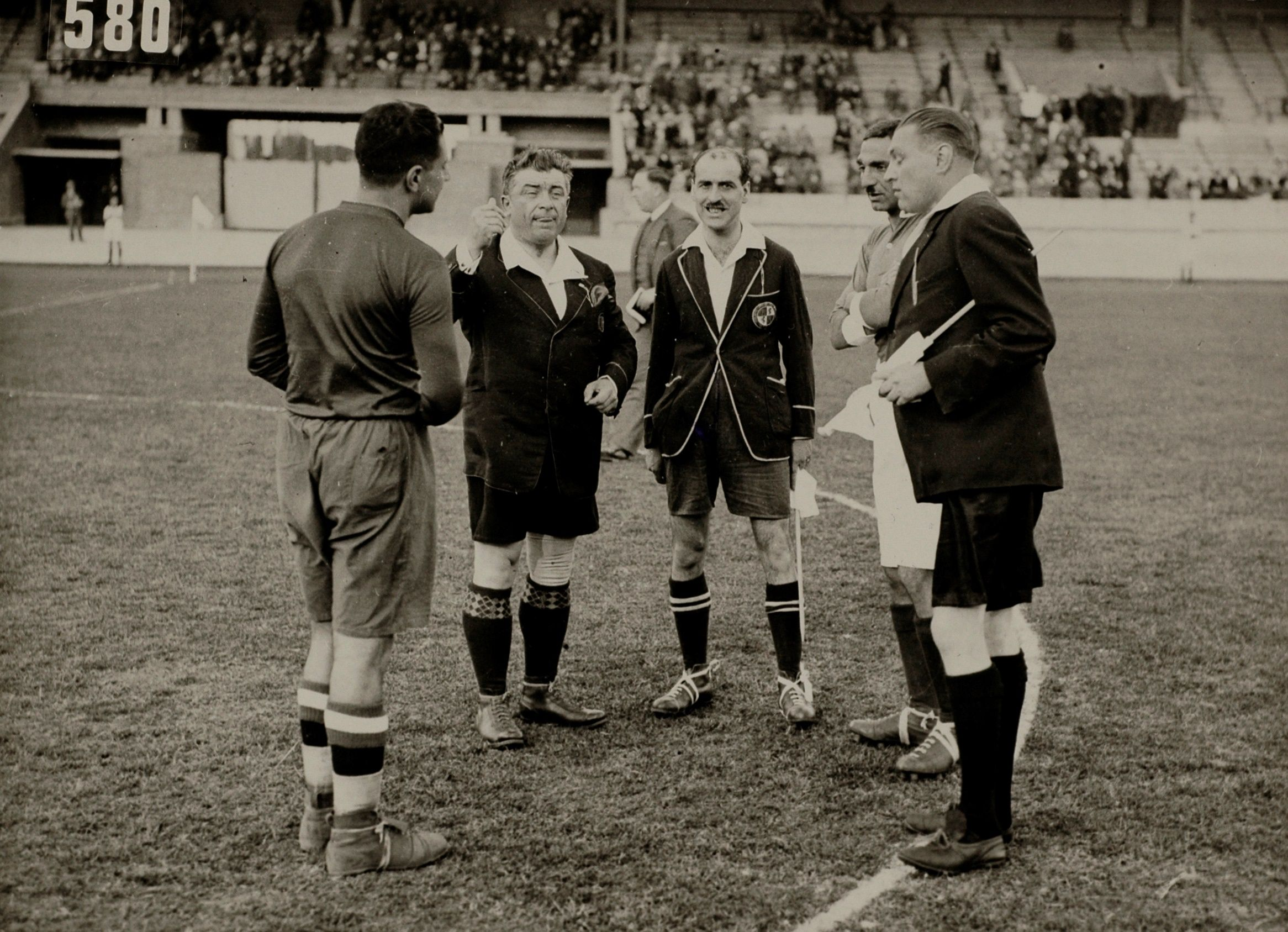
Een scheidsrechter en grensrechters in 1928

Een assistent-scheidsrechter (ook wel lijnrechter of grensrechter genoemd) is een persoon die bij sportwedstrijden de hoofdscheidsrechter bijstaat in zijn beslissingen. De assistenten helpen de hoofdscheidsrechter in zijn beslissingen door te signaleren met een vlag.

## Assistent-scheidsrechter bij voetbal
Bij voetbal zijn er twee assistenten: één aan elke zijde van het voetbalveld, diagonaal ten opzichte van elkaar. De eerste assistent staat altijd aan de kant van de dug-outs.  
Wanneer de grensrechters internationale duels vlaggen, krijgen zij richtlijnen van de UEFA of de FIFA (wereldvoetbalbond). De assistenten krijgen bepaalde taken opgelegd door de KBVB (België) of KNVB (Nederland), maar ze kunnen ook verdere taken opgelegd krijgen door de scheidsrechter.
De algemene taken van de grensrechters zijn:
- de doelnetten controleren voor de aanvang van de wedstrijd en na de rust.
- de scheidsrechter ondersteunen in het waarnemen van de speeltijd.
- overtredingen buiten het gezichtsveld van de scheidsrechter aangeven (de meeste scheidsrechters vragen om fouten binnen het strafschopgebied niet te signaleren, enige uitzondering hierop is handspel dat moeilijk te zien is door de scheidsrechter).
- het aangeven van strafbaar buitenspel.
- aangeven wie er recht heeft op een inworp, hoekschop of doelschop.
- aangeven wanneer men wil vervangen (eventueel in samenwerking met de vierde official).

De specifieke taken van de eerste assistent zijn:
- noteren hoeveel vervangingen per ploeg er al doorgevoerd zijn.
- de uitrusting van de wisselspelers controleren (indien er geen vierde official is).
- waken over de rust in de neutrale zone.

Een scheidsrechter is niet verplicht in te gaan op de signalisatie van de assistenten: de scheidsrechter heeft nog altijd de eindverantwoordelijkheid, de assistent geeft slechts een advies. Er is hier wel een essentieel verschil tussen assistenten op hoog niveau en op laag niveau. In het betaalde voetbal en bij belangrijke wedstrijden in het amateurvoetbal (Hoofdklasse bijvoorbeeld) zijn de assistenten neutraal. Zij worden aangesteld door de bond. In het amateurvoetbal wordt er slechts een scheidsrechter aangesteld, de assistenten worden geleverd door de spelende teams. De taken van deze clubassistenten worden vaak beperkt tot het waarnemen van buitenspel, en het waarnemen van situaties met betrekking tot inworpen e.d.